# Intersport Heilbronn Open 2008
L'Intersport Heilbronn Open 2008 è stato un torneo di tennis facente parte della categoria ATP Challenger Series nell'ambito dell'ATP Challenger Series 2008. Il torneo si è giocato a Heilbronn in Germania dal 21 al 27 gennaio 2008 su campi in cemento indoor e aveva un montepremi di $100 000+H.

## Vincitori

### Singolare
Andrej Golubev ha battuto in finale  Philipp Petzschner con il punteggio di 2–6 6–1 3-1 rit.

### Doppio
Rik De Voest /  Bobby Reynolds hanno battuto in finale  Igor' Kunicyn /  Aisam-ul-Haq Qureshi con il punteggio di 7–6(2) 6(5)–7 (10-4)